# Heng (Horgefjord)
Heng ist eine bewohnte Insel im Horgefjord in der Gemeinde Strand in der norwegischen Provinz Rogaland.
Sie liegt mitten im Fjord etwa 2,5 Kilometer westlich vom Festland, gegenüber von Solbakk, südwestlich von Tau. Größere Inseln in der Nachbarschaft sind Idse im Süden und Sør-Hidle im Norden. Südwestlich nahe bei Heng liegt die kleine Schäreninsel Hengskjeret.
Von Nordwest nach Südost erstreckt sich Heng über etwa 1,3 Kilometer bei einer Breite von bis zu 830 Metern. Die höchste Erhebung ist der Høgabakka mit 53 Metern. Auf der Nordseite der Insel besteht die große Bucht Vika, am Südostufer Hagavika.
Heng ist zum Teil bewaldet, überwiegend bestehen jedoch offene Wiesenlandschaften. In der nördlichen Hälfte der Insel bestehen in Form einer Streusiedlung verschiedene Höfe und einzelne Gebäude.
Auf Heng befinden sich neun eingetragene archäologische Fundstätten, acht davon in der nördlichen Inselhälfte, eine nahe der Südspitze.